# Маша
Маша је женско име које води порекло из руског језика и смањени је облик имена Марија.

## Сродна имена
- Мара
- Марина
- Маријана
- Марица
- Маринета
- Марија
- Мирјам

## Имендани
- 23. јануар.
- 15. август.

## Варијације имена у језицима
-
-